# Liste der Mitglieder der American Academy of Arts and Sciences/1986
Im Jahr 1986 wählte die American Academy of Arts and Sciences 112 Personen zu ihren Mitgliedern.

## Neu gewählte Mitglieder
- Bruce Arnold Ackerman (* 1943)
- Perry Lee Adkisson (1929–2020)
- Ralph Asher Alpher (1921–2007)
- Robert Bernard Alter (* 1935)
- Raghu Raj Bahadur (1924–1997)
- Jonathan Roger Beckwith (* 1935)
- Sacvan Bercovitch (1933–2014)
- Peter John Bickel (* 1940)
- Patrick Paul Billingsley (1925–2011)
- Richard Bevan Braithwaite (1900–1990)
- Ralph Lawrence Brinster (* 1932)
- Roy John Britten (1919–2012)
- Peter Stephen Paul Brook (1925–2022)
- Robert Sanford Brustein (1927–2023)
- Luis Angel Caffarelli (* 1948)
- John Anthony Carbon (* 1931)
- John Cocke (1925–2002)
- Stephen A. Cook (* 1939)
- Robert Melvin Cover (1943–1986)
- Donald Morris Crothers (1937–2014)
- Paul Josef Crutzen (1933–2021)
- Arthur Dwight Culler (1917–2006)
- Joseph Michael Daly (1922–1993)
- Derek Ashworth Denton (1924–2022)
- Alan Harry Donagan (1925–1991)
- Mostafa Amr El-Sayed (* 1933)
- Alain Charles Enthoven (* 1930)
- Lars Ernster (1920–1998)
- John Wendell Everett (1906–1992)
- Ray Franklin Evert (* 1931)
- Moses Judah Folkman (1933–2008)
- Daniel Z. Freedman (* 1939)
- Carlos Fuentes (1928–2012)
- David Pierpont Gardner (* 1933)
- Peter Thomas Geach (1916–2013)
- Carlo Ginzburg (* 1939)
- William Edwin Gordon (1918–2010)
- William Moore Gorman (1923–2003)
- Jack Gorski (1931–2006)
- Laurence Cecil Bartlett Gower (1913–1997)
- Ronald Lewis Graham (1935–2020)
- Thomas McLernon Greene (1926–2003)
- Erich S. Gruen (* 1935)
- Feza Gürsey (1921–1992)
- Geoffrey Cornell Hazard (1929–2018)
- Seamus Justin Heaney (1939–2013)
- Donald Ainslie Henderson (1928–2016)
- Masayori Inouye (* 1934)
- Robert Jervis (1940–2021)
- Alfred Daniel Jost (1916–1991)
- Howard Ronald Kaback (1936–2019)
- Emil Thomas Kaiser (1938–1988)
- Charles David Keeling (1928–2005)
- Friedrich Kessler (Jurist) (1901–1998)
- Daniel Kleppner (* 1932)
- Isaac Levi (1930–2018)
- Lawrence William Levine (1933–2006)
- Harold Gregg Lewis (1914–1992)
- Albert Joseph Libchaber (* 1934)
- Hans Arthur Linde (1924–2020)
- Jacques Louis Lions (1928–2001)
- Stephen James Lippard (* 1940)
- Roderick Lemonde MacFarquhar (1930–2019)
- Alan Sussman Manne (1925–2005)
- Ernan Vincent McMullin (1924–2011)
- Richard Burt Melrose (* 1949)
- Robert Cox Merton (* 1944)
- Frank Isaac Michelman (* 1936)
- Ricardo Miledi (1927–2017)
- Anna Elbina Morpurgo Davies (1937–2014)
- Shosaku Numa (1929–1992)
- Cynthia Ozick (* 1928)
- Claude Victor Palisca (1921–2001)
- Peter Paret (1924–2020)
- George William Parshall (1929–2019)
- Michael I. Posner (* 1936)
- Samuel Hulse Preston (* 1943)
- Chintamani Nagesa Ramachandra Rao (* 1934)
- John Hamilton Reynolds (1923–2000)
- Lloyd George Richards (1919–2006)
- Michael Riffaterre (1924–2006)
- John Milton Roberts (1916–1990)
- George Rochberg (1918–2005)
- Wendell Lee Roelofs (* 1938)
- Charles Ernest Rosenberg (* 1936)
- Alice S. Rossi (1922–2009)
- Peter Henry Rossi (1921–2006)
- Walter Garrison Runciman (1934–2020)
- Manfred Robert Schroeder (1926–2009)
- Vincent J. Scully (1920–2017)
- Charles Vernon Shank (* 1943)
- Quentin Robert Duthie Skinner (* 1940)
- Joseph Smagorinsky (1924–2005)
- Lacey Baldwin Smith (1922–2013)
- Robert Reuven Sokal (1926–2012)
- Daniel Steinberg (1922–2015)
- Tom Stoppard (* 1937)
- Charles Margrave Taylor (* 1931)
- Peter Temin (1937–2025)
- Gerard ’t Hooft (* 1946)
- Phillip V. Tobias (1925–2012)
- Endel Tulving (1927–2023)
- William Newton Valentine (1917–2014)
- Joseph Elmer Varner (1921–1995)
- Frederic Evans Wakeman (1937–2006)
- Hans Felix Weinberger (1928–2017)
- Martin Levinger Weitzman (1942–2019)
- Theodor Hermann Felix Wieland (1913–1995)
- Elie Wiesel (1928–2016)
- Eric Robert Wolf (1923–1999)
- Richard Arthur Wollheim (1923–2003)
- Yosef Hayim Yerushalmi (1932–2009)